# Fire Shark
Fire Shark (Same! Same! Same! (яп. 鮫!鮫!鮫!(さめ!さめ!さめ!)) в Японии) — видеоигра в жанре вертикального скролл-шутера, разработанная компанией Toaplan и выпущенная в Японии в 1989 году для аркадного игрового автомата. В 1990 году игра была выпущена в США, а также портирована компанией Dreamworks на игровую консоль Sega Mega Drive. Игра является последней в серии из трёх игр компании Toaplan, две предыдущие игры — Flying Shark (1987) и Fighting Hawk (1988).
Игровой процесс напоминает одну из предыдущих игр компании, Truxton (1988). Музыку к этим играм написал Масахиро Юге (Masahiro Yuge), в Fire Shark используются гитарные аранжировки композиций из Truxton.

## Сюжет
Пилот из другого времени и места становится последней надеждой в глобальном конфликте против таинственной армии зла. Он управляет бипланом The Tiger Shark, способным использовать уникальное вооружение.

## Игровой процесс
Игра состоит из десяти уровней, действие которых происходит в разных местах. Противниками являются воздушные, наземные и морские цели — самолёты, танки и корабли. В конце каждого уровня появляется босс. Игрок теряет попытку при первом попадании и начинает игру с места последней пройденной контрольной отметки. Дополнительные попытки могут быть получены за набор определённого количества очков.
Игрок может нести до десяти бомб, уничтожающих всех противников на экране и использовать три разных вида оружия, имеющих несколько уровней мощности:
- Wide Shot: оружие по умолчанию, стреляет веером слабых по мощности снарядов. Мощность увеличивается со сбором голубых кристаллов.
- Shark Beam: сдвоеное лазерное орудие, стреляющее вперёд по спирали. Мощность увеличивается со сбором зелёных кристаллов.
- Super Fire: огнемёт, стреляющий вперёд непрерывным потоком огня. Мощность увеличивается красными кристаллами. При наборе определённой мощности появляются два дополнительных потока огня по сторонам.

После прохождения всех уровней игрок может продолжать игру на повышенном уровне сложности.
Американская версия игры для игрового автомата имела режим одновременной игры для двух игроков. Он отсутствует в японской версии и в версии для Sega Mega Drive. В японской аркадной версии при потере попытки игрок продвигался немного дальше по уровню.

## Критика и отзывы
Версия для Sega Genesis получила хорошие отзывы и оценку 8.25 в журнале Electronic Gaming Monthly.
1. ↑  緑里孝行 Impress Watch — 2022.
2. ↑  MobyGames (англ.) — 1999.
3. 1 2  Steam — 2003.
4. 1 2  GOG.com (англ.) — 2008.